# Buck Rogers in the 25th Century (filme)
Buck Rogers in the 25th Century (Brasil: Buck Rogers no Século XXV; Portugal: Buck Rogers no Século 25) é um filme estadunidense  de 1979, do gênero ficção científica e aventura feito para a televisão como piloto de uma série.

## Produção
O filme é baseado em Buck Rogers, personagem criado por Philip Francis Nowlan para o romance Armageddon 2419 A.D., publicado em capítulos a partir de agosto de 1928 na revista pulp Amazing Stories e que em janeiro de 1929 foi adaptado como tira de jornal com o título "Buck Rogers in the 25th Century", roteirizada por Nowlan e ilustrada por Dick Calkins.
Inspirado pelo  enorme sucesso de Star Wars, lançado dois anos antes, a Universal Pictures começara a desenvolver o projeto da série de TV baseada em Buck Rogers para a televisão NBC, a ser produzida por Glen A. Larson. O trabalho começou em 1978. No entanto, o piloto de outra série de TV  de ficção científica a ser  produzida por Larson, Battlestar Galactica (1978), havia sido lançado nos cinemas e tinha feito um relativo sucesso nas bilheterias. A Universal optou então por estratégia semelhante e lançou o filme de Buck Rogers primeiro nos cinemas, em 30 de março de 1979. Com a arrecação de mais de US$ 21 milhões só na América do Norte e mais tarde distribuído internacionalmente, a NBC encomendou a série semanal, que começou em 20 de setembro de 1979 com ligeiras modificações da versão do cinema.

## Enredo
Após ficar 500 anos hibernando no espaço, um piloto americano é recolhido por uma nave alienígena que se dirige para a Terra. Consegue fugir e entrar em contato com as forças terrestres mas, inicialmente é tratado como um espião. Depois de aceito como um legítimo terrestre é incorporado nas forças espaciais da terra e acaba salvando a mesma em uma batalha espacial.

## Elenco
- Gil Gerard.......Capitão. William 'Buck' Rogers
- Pamela Hensley.......Princesa Ardala
- Erin Gray.......Coronel Wilma Deering
- Henry Silva.......Kane
- Tim O'Connor.......Dr. Elias Huer
- Joseph Wiseman.......Draco
- Duke Butler.......Tigerman
- Felix Silla.......Twiki